# Alexander Ipatov
Pour les articles homonymes, voir Ipatov.
Alexander ou Aleksandr Ipatov est un joueur d'échecs né le 16 juillet 1993 à Lvov en Ukraine. Grand maître international depuis 2011, il fut vice-champion d'Ukraine dans les catégories jeunes. Il joua pour la fédération espagnole de février 2009 à février 2012. Depuis février 2012, Ipatov joue pour la fédération turque. Il a remporté le championnat du monde d'échecs junior en août 2012.
Au 1er octobre 2013, Ipatov est le 156e joueur mondial et le no 1 turc avec un classement Elo de 2625 points.

## Palmarès

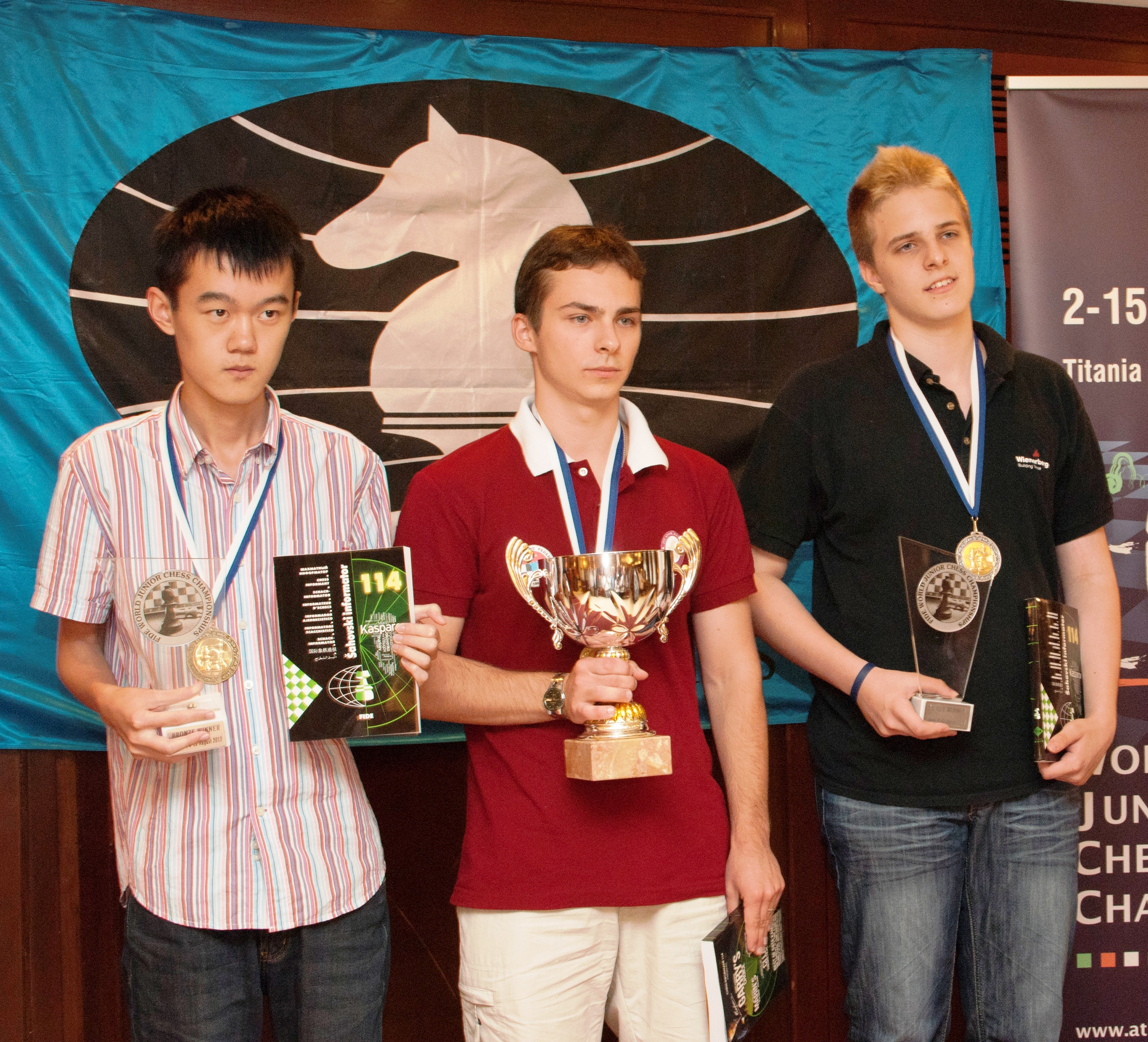
Ipatov, au centre, champion du monde junior en 2012.

Outre ses succès au championnat du monde junior, Ipatov termina troisième de l'Open de Cappelle-la-Grande en 2011. En 2013, Ipatov a terminé deuxième du championnat du monde junior 2013.
Ipatov fut deuxième du championnat d'Ukraine dans les catégories des moins de 10 ans, moins de 14 ans, moins de 16 ans et moins de 20 ans. Il participa au championnat du monde des moins de 10 ans (il finit onzième) et des moins de 14 ans (il finit huitième)
Ipatov a disputé l'olympiade d'échecs de 2012 au deuxième échiquier de l'équipe turque. Il marqua 4,5 points sur 9 (+3, -3, =3).

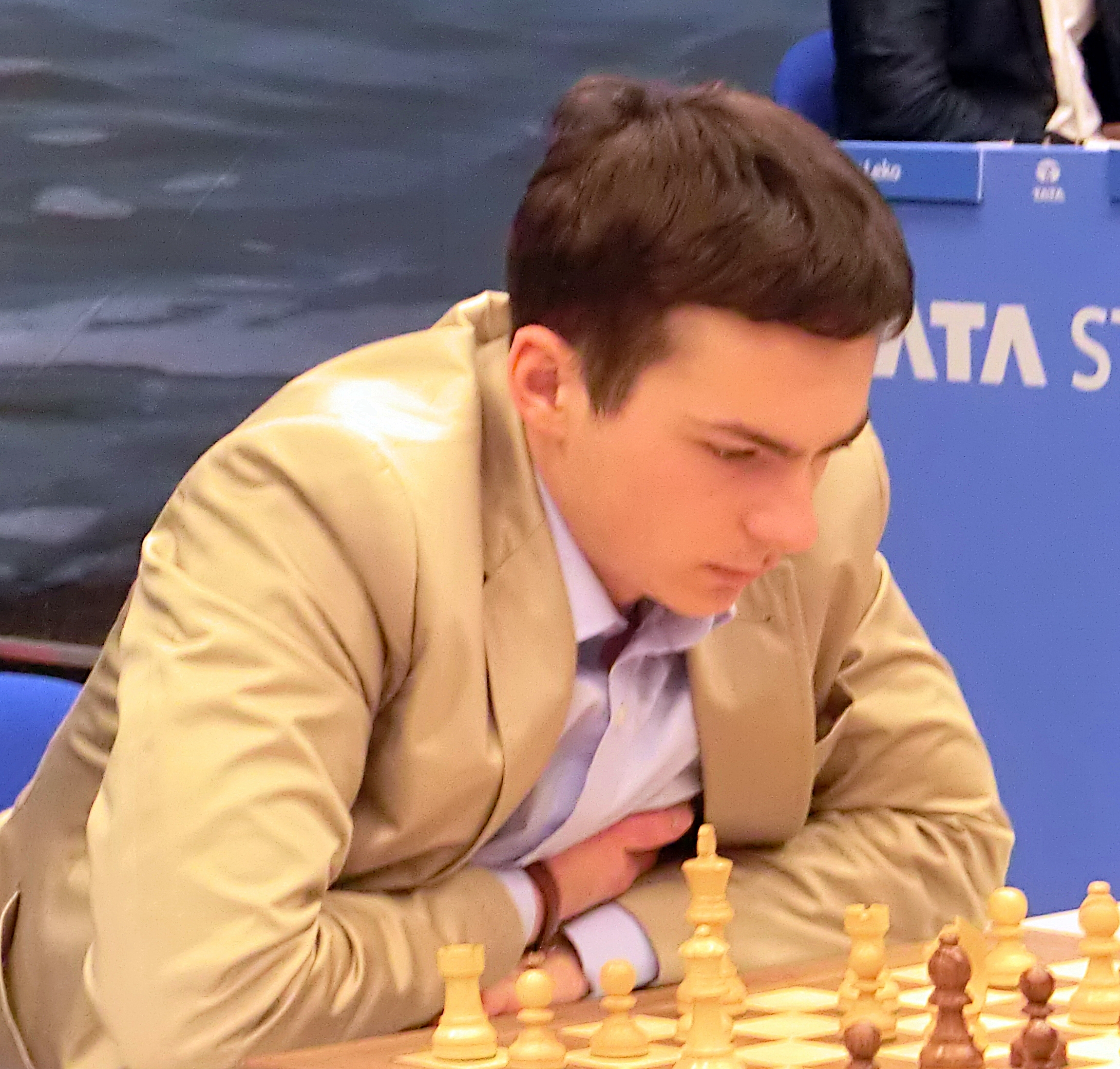
Alexander Ipatov en 2013.